# Jakub Čunta
Jakub Čunta (ur. 28 sierpnia 1996 w Bratysławie) – słowacki piłkarz występujący na pozycji obrońcy. Wychowanek FK Senica.